# Tick, Tick... Boom!
A Tick, Tick... Boom! (stilizált alakja: tick, tick... BOOM!) 2021-ben bemutatott amerikai életrajzi filmdráma, melyet Steven Levenson forgatókönyve alapján Lin-Manuel Miranda rendezett. A film Jonathan Larson hasonló című musicaljén alapul. A főszerepben Andrew Garfield, Robin de Jesús, Alexandra Shipp, Joshua Henry, Judith Light és Vanessa Hudgens látható.
Világpremierje az AFI Fest-en volt, 2021. november 10-én. 2021. november 12-én korlátozott számú moziban is bemutatták, a Netflixen pedig 2021. november 19-én jelent meg. Általánosságban pozitív véleményeket kapott a kritikusoktól, akik dicsérték Miranda rendezését, Levenson forgatókönyvét, a színészi játékot és a dalbetéteket.

## Cselekmény
A film főszereplője egy zeneszerző, aki amiatt aggódik, hogy rossz karriert választott.

## Szereplők
| Szerep                 | Színész                                  | Magyar hang        |
| ---------------------- | ---------------------------------------- | ------------------ |
| Jonathan Larson        | Andrew Garfield                          | Szemenyei János    |
| Susan Wilson           | Alexandra Shipp                          | Rudolf Szonja      |
| Michael                | Robin de Jesús                           | Haumann Máté       |
| Roger                  | Joshua Henry                             | Renácz Zoltán      |
| Karessa Johnson        | Vanessa Hudgens                          | Bogdányi Titanilla |
| Ira Weitzman           | Jonathan Marc Sherman                    | Forgács Péter      |
| Carolyn                | Mj Rodriguez                             | Czirják Csilla     |
| Freddy                 | Ben Levi Ross                            | Csiby Gergely      |
| Rosa Stevens           | Judith Light                             | Menszátor Magdolna |
| Stephen Sondheim       | Bradley Whitford Stephen Sondheim (hang) | Ifj. Fillár István |
| Judy Wright            | Laura Benanti                            | Zakariás Éva       |
| Kim                    | Danielle Ferland                         | Farkasinszky Edit  |
| Peggy                  | Micaela Diamond                          | Staub Viktória     |
| Todd                   | Utkarsh Ambudkar                         | Fehér Tibor        |
| Walter Bloom           | Richard Kind                             | Rosta Sándor       |
| Scott                  | Ryan Vasquez                             | Kisfalusi Lehel    |
| Richard                | N/A                                      | Csuha Lajos        |
| Cristin                | Gizel Jimenez                            | N/A                |
| Lauren                 | Kate Rockwell                            | N/A                |
| Danya                  | Aneesa Folds                             | N/A                |
| Lincoln                | Joel Perez                               | N/A                |
| "Nan" (Nanette Larson) | Judy Kuhn                                | N/A                |
| "Al" (Allan Larson)    | Danny Burstein                           | N/A                |
| Donna                  | Lauren Marcus                            | N/A                |
| H.A.W.K. Smooth        | Tariq Trotter                            | N/A                |
| Molly                  | Jelani Alladin                           | N/A                |
| David                  | Jelani Alladin                           | N/A                |
| őr                     | Shockwave                                | N/A                |

## Fogadtatás
A film 90 422 dolláros bevételt hozott.
A Rotten Tomatoes-on 88%-ot ért el 166 kritika alapján, és 7,6 pontot szerzett a tízből. A Metacritic oldalán 74 pontot szerzett a százból, 42 kritika alapján.